# Actinopodidae
Actinopodidae Simon, 1892 è una famiglia di ragni appartenente all'infraordine Mygalomorphae.

## Etimologia
Il nome deriva dal greco ἁκτίς, ἁκτἶνος, actìs, actìnos, cioè splendore, bagliore, lampo e ποὺς, ποδός, poùs, podòs, cioè piede, per le zampe che hanno un colore molto lucente, ed il suffisso -idae, che designa l'appartenenza ad una famiglia.

## Caratteristiche
È una famiglia di ragni migalomorfi presente in Australia, America centrale e meridionale. Comprende il genere australiano Missulena, noto anche come ragno-topo, sia per l'aspetto esteriore che per il morso alquanto velenoso anche se non mortale.

## Tassonomia
Attualmente, a novembre 2020, si compone di tre generi e 115 specie:
- Actinopus Perty, 1833 — America meridionale (95 specie)
- Missulena Walckenaer, 1805 — Australia, Cile (18 specie)
- Plesiolena Goloboff & Platnick, 1987 — Cile (2 specie)